# Eicochrysops pusillus
Eicochrysops pusillus är en fjärilsart som beskrevs av Ungemach 1932. Eicochrysops pusillus ingår i släktet Eicochrysops och familjen juvelvingar. Inga underarter finns listade i Catalogue of Life.